# Зачарани круг
Зачарани круг (на сръбска латиница: Začarani krug, на български: Омагьосан кръг) е шестнадесетия албум на Лепа Брена.

## Песни
1. Метак са посветом (Куршум с посвещение)
(музика: Петар Грашо – текст: Антония Шола и Петар Грашо – аранжимент: Никша Братош)
2. Бибер (Пипер)
(Желко Йоксимович - Марина Туцакович – Желко Йоксимович)
3. Не бих ја била ја (Не бих била аз)
(Желко Йоксимович – Деян Иванович – Желко Йоксимович)
4. Још сам жива (Още съм жива)
(Перица Здравкович – Дария Марич – Перица Здравкович)
5. Бриши ме (Изтрий ме)
(Хари Варешанович)
6. Стаклено звоно (Стъклена камбана)
(Драган Брайович – Драган Брайович – Деян Абадич)
7. Ваља се (Заслужава си)
(Кики Лесендрич – Марина Туцакович – Кики Лесендрич)
8. Ћутим к'о ствар (Мълча като вещ)
(Кики Лесендрич – Марина Туцакович – Кики Лесендрич)
9. Уради то (Направи го)
(Ромарио – Марина Туцакович – Атекие Траг)

## Видоеклипове
1. Метак са посветом
2. Не бих ја била ја
3. Бриши ме
4. Уради то
5. Стаклено звоно
6. Бибер